# 高野房太郎
高野房太郎（日语： Takano Fusataro，1869年1月6日—1904年3月12日）是一位勞工運動家。

## 早期生活
1869年1月6日，高野房太郎生於長崎銀屋町，幼名久太郎，其父親是做裁縫生意的。1877年，他和家人移居東京，父親在今東京千代田區東神田附近的家中新開了一家兼做客棧和船運生意的店面，名為「長崎屋」。1879年8月，其父親去世，身為長子的高野房太郎成為一家之主。1881年2月，長崎屋毀於火災，之後搬到了附近重新開張。高野從公立江東小學校的高等小學校（今墨田區立兩國小學校）畢業後便前往橫濱，在伯父的輪船批發商和旅店裡工作，晚上在橫濱商業學校（今橫濱市立橫濱商業高等學校）上學。
1886年，高野移居舊金山，在那裡學習英語且短暫地開了一家商店，並將收入寄回橫濱以養活家人。隨後，他先是搬到西雅圖，又遷往塔科馬，開始研究勞工史。他為美國和日本的刊物撰稿，其中一份日語刊物裡他向日本人介紹美國勞工運動。

## 回到日本
1892年，高野回到舊金山，加入了職工義友会。1894年，他也開始與美國工會領袖龔帕斯通信，並前往紐約市。在得到龔帕斯關於在日本成立工會的建議後，他於1894年返回日本。在此期間，他的弟弟高野岩三郎在東京帝國大學擔任教授，對日本勞工的社會政治狀況非常熟悉。高野房太郎不得不改變岡普斯和美國勞工聯合會給他的理念，以配合社會政策學會和日本的政治環境創建成功的工會。他從喬治·根頓的書中得到啟示，並認為使工人得到更高的工資和更好的工作條件可以改善整體經濟，並強調勞動力教育而非罷工。
回到日本後，高野最初在《每日廣告報》（デイリー・アドヴァタイザー）擔任翻譯記者。1897年4月6日，職工義友會在日本召開了第一次會議，有幾百人參加，高野和同為活動家的城常太郎、澤田半之助等人都參加了會議。1897年7月7日，高野房太郎和片山潛將職工義友會改組為勞動組成期成會（労働組合期成会），並發行了全日本第一份勞工組織報紙《勞動世界》（労働世界），高野擔任該組織的負責人。然而，主張工會主義的高野與片山等傾向於社會主義的人逐漸發生了衝突。1899年，他創辦了消費者合作組織共榮社（共栄社）但沒有成功。1900年通過《治安警察法》後，工人要求加薪成為非法行為。同年，高野離開工會運動前往中國，成為《每日廣告報》駐中國的通訊員。1904年3月12日，高野房太郎在青島去世。